# Lisa Martin-Ondieki
Lisa Martin-Ondieki (Australia, 12 de mayo de 1960) es una atleta australiana retirada, especializada en la prueba de maratón en la que llegó a ser subcampeona olímpica en 1988.

## Carrera deportiva
En los JJ. OO. de Seúl 1988 ganó la medalla de plata en la maratón, recorriendo los 42,195 km en un tiempo de 2:25:53 segundos, tras la portuguesa Rosa Mota y por delante de la alemana Katrin Dörre. En el año 1992, ganó la maratón de Nueva York con un tiempo de 2:24:40 segundos.